# Corynabutilon ochsenii
Corynabutilon ochsenii là một loài thực vật có hoa trong họ Cẩm quỳ. Loài này được (Phil.) Kearney mô tả khoa học đầu tiên năm 1949.